# Диас, Нейт
Не́йтан До́нальд Ди́ас  (англ. Nathan Donald Diaz; род. 16 апреля 1985, Стоктон, Калифорния) — американский боец смешанных боевых искусств, выступавший под эгидой UFC в лёгкой и полусредней весовых категориях. Победитель The Ultimate Fighter 5. Младший брат другого известного бойца — Ника Диаса, чемпиона Strikeforce.

## Биография
Младший брат Ника Диаса, родился и вырос в городе Стоктон, штат Калифорния; у него мексиканские корни. Как и его брат, он учился в школе «Токай» в городе Лодай, а в возрасте 14 лет начал тренироваться вместе с Ником. Совместными усилиями они осуществили мечту и попали в лодайскую школу бразильского джиу-джитсу, где тренировались с Николасом Липари. Другими тренерами Нейта были Сизар Грейси (в бразильском джиу-джитсу) и Ричард Перес (в боксе). Нейт выступает в составе команды «Cesar Gracie Jiu-Jitsu». В 18 лет стал веганом.
В апреле 2023 года появились кадры, на которых Диас участвовал в уличной ссоре, которая закончилась тем, что он задушил человека без сознания. Затем Диасу был выдан ордер, и 27 апреля в 7:10 Диас сдался полицейскому управлению Нового Орлеана по обвинению в побоях. Адвокат Диаса утверждал, что он действовал в порядке самообороны, и его отпустили под залог в размере 10 000 долларов.

## Стиль
Братья Нейт и Ник славятся своими эпатажными выходками не только за пределами октагона, но и во время боёв. Нередко братья Диаз пользуются «Стоктонской пощёчиной» — это удары ладонями во время боя.

## Карьера

### Начало карьеры
До подписания в UFC, Диас преимущественно выступал в World Extreme Cagefighting (WEC). В 2006 году на WEC 24 столкнулся с тогдашним чемпионом в лёгком весе Эрмиса Франса, Нейт проиграл бой болевым приёмом во втором раунде. Это было последнее мероприятие, которое провёл WEC, прежде чем был выкуплен Zuffa.

### UFC

#### 2015
Диас должен был встретиться с Мэттом Брауном 11 июля 2015 года в рамках турнира UFC 189. Но в середине апреля стало известно, что бой не состоится из-за контрактных разногласий.
На UFC on Fox 17 состоялся бой между Нейтом и Майклом Джонсоном. Нейт выиграл бой единогласным решением судей, оба бойца получили премию за «Лучший бой вечера».

#### 2016
Диас вышел на замену травмированному Рафаэлу Дос Анжусу 5 марта 2016 года на турнире UFC 196 против Конора Макгрегора. У Диаса было только одиннадцать дней, бой прошёл в полусреднем весе (170 фунтов) из-за нехватки времени, чтобы сбросить вес. Диас выиграл бой удушающим приёмом во втором раунде. Оба бойца получили премию «Лучший бой вечера», Диас также получил премию «Выступление вечера».
Реванш с Макгрегором был намечен на 9 июля 2016 года на турнире UFC 200, однако 19 апреля UFC объявило, что Макгрегор выбыл из турнира в связи отказом выполнять обязательства перед СМИ в Лас-Вегасе. Бой был перенесён и состоялся в следующем месяце на турнире UFC 202, и снова в полусреднем весе. Диас проиграл матч-реванш решением большинства судей (48-47, 47-47, 48-47). Оба бойца были снова награждены премией «Лучший бой вечера».

#### 2019
Нейт Диаз взял длительную паузу после поражения от Макгрегора и в ожидании не менее медийного соперника, который мог бы дать новый виток его карьере.
Под давлением UFC Диаз согласился на бой с экс-чемпионом в лёгком весе Энтони Петтисом. Бой прошел 18 августа 2019 года в рамках шоу UFC 241. Бой продолжался все отведенные раунды, победу судейским решением одержал Диаз.

#### 2022
После проигрыша бывшему чемпиону UFC
Леону Эдвардсу, в рамках главного события UFC 279 Диаз подрался с бывшим временным чемпионом UFC Тони Фергюсоном
Бой завершился досрочной победой Диаза удушающим приёмом (гильотиной) в четвёртом раунде.

## Титулы и достижения
- Ultimate Fighting Championship
  - Обладатель премии «Лучший бой вечера» (семь раз) против Джоша Нира, Клея Гвиды, Джоя Стивенсона, Маркуса Дэвиса, Дональда Сероне, Майкла Джонсона и Конора Макгрегора(x2)[26][27][28][29][30][30]
  - Обладатель премии «Лучший нокаут вечера» (один раз) против Грэя Мейнарда[31]
  - Обладатель премии «Выступление вечера» (два раза) против Конора Макгрегора[32] и Тони Фергюсона.
  - Обладатель премии «Болевой приём вечера» (пять раз) против Элвина Робинсона, Курта Пеллегрина, Мелвина Гийярда, Таканори Гоми и Джима Миллера[33][34][35][36]
- Sherdog
  - 2011 All-Violence First Team[37]
- MMAJunkie.com
  - 2016 бой месяца (март) против Конора Макгрегора[38]
  - 2016 бой месяца (август) против Конора Макгрегора[39]

## Статистика
| Боёв 34  | Побед 21 | Поражений 13 |
| -------- | -------- | ------------ |
| Нокаутом | 4        | 2            |
| Сдачей   | 13       | 1            |
| Решением | 4        | 10           |

| Результат | Рекорд | Соперник          | Способ                                                  | Турнир                                                 | Дата             | Раунд | Время | Место                          | Примечание                                                                                              |
| --------- | ------ | ----------------- | ------------------------------------------------------- | ------------------------------------------------------ | ---------------- | ----- | ----- | ------------------------------ | --- |
| Победа    | 21-13  | Тони Фергюсон     | Удушающий приём (гильотина)                             | UFC 279                                                | 10 сентября 2022 | 4     | 2:52  | Лас-Вегас, Невада, США         | Выступление вечера.                                                                                     |
| Поражение | 20-13  | Леон Эдвардс      | Единогласное решение                                    | UFC 263                                                | 12 июня 2021     | 5     | 5:00  | Глендейл, США                  | |
| Поражение | 20-12  | Хорхе Масвидаль   | ТКО (остановка врачом)                                  | UFC 244                                                | 2 ноября 2019    | 3     | 5:00  | Нью-Йорк, США                  | Бой за введённый пояс BMF.                                                                              |
| Победа    | 20-11  | Энтони Петтис     | Единогласное решение                                    | UFC 241                                                | 17 августа 2019  | 3     | 5:00  | Калифорния, США                | |
| Поражение | 19-11  | Конор Макгрегор   | Решением большинства                                    | UFC 202                                                | 20 августа 2016  | 5     | 5:00  | Лас-Вегас, США                 | Бой в полусреднем весе. Лучший бой вечера. Счёт судей: 48-47, 47-47, 48-47.                             |
| Победа    | 19-10  | Конор Макгрегор   | Удушающий приём (сзади)                                 | UFC 196                                                | 5 марта 2016     | 2     | 4:12  | Лас-Вегас, Невада, США         | Бой в полусреднем весе. Выступление вечера. Лучший бой вечера.                                          |
| Победа    | 18-10  | Майкл Джонсон     | Единогласное решение                                    | UFC on Fox: dos Anjos vs. Cerrone 2                    | 19 декабря 2015  | 3     | 5:00  | Орландо, Флорида, США          | Лучший бой вечера.                                                                                      |
| Поражение | 17-10  | Рафаэль Дос Аньос | Единогласное решение                                    | UFC on Fox: dos Santos vs. Miocic                      | 13 декабря 2014  | 3     | 5:00  | Финикс, Аризона, США           | Диаз не уложился в вес (72,85 кг).                                                                      |
| Победа    | 17-9   | Грэй Мэйнард      | Технический нокаут (удары)                              | The Ultimate Fighter: Team Rousey vs. Team Tate Finale | 30 ноября 2013   | 1     | 2:38  | Лас-Вегас, Невада, США         | Лучший нокаут вечера.                                                                                   |
| Поражение | 16-9   | Джош Томсон       | Технический нокаут (удар ногой в голову и удары руками) | UFC on Fox: Henderson vs. Melendez                     | 20 апреля 2013   | 2     | 3:44  | Сан-Хосе, Калифорния, США      | |
| Поражение | 16-8   | Бенсон Хендерсон  | Единогласное решение                                    | UFC on Fox: Henderson vs. Diaz                         | 8 декабря 2012   | 5     | 5:00  | Сиэтл, Вашингтон, США          | Бой за титул чемпиона UFC в лёгком весе.                                                                |
| Победа    | 16-7   | Джим Миллер       | Удушающий приём (гильотина)                             | UFC on Fox: Diaz vs. Miller                            | 5 мая 2012       | 2     | 4:09  | Ист-Ратерфорд, Нью-Джерси, США | Удушающий приём вечера.                                                                                 |
| Победа    | 15-7   | Дональд Серроне   | Единогласное решение                                    | UFC 141                                                | 30 декабря 2011  | 3     | 5:00  | Лас-Вегас, Невада, США         | Лучший бой вечера.                                                                                      |
| Победа    | 14-7   | Таканори Гоми     | Болевой приём (рычаг локтя)                             | UFC 135                                                | 24 сентября 2011 | 1     | 4:27  | Денвер, Колорадо, США          | Возвращение в легкий вес. Удушающий приём вечера.                                                       |
| Поражение | 13-7   | Рори Макдональд   | Единогласное решение                                    | UFC 129                                                | 30 апреля 2011   | 3     | 5:00  | Торонто, Канада                | |
| Поражение | 13-6   | Ким Дон Хён       | Единогласное решение                                    | UFC 125                                                | 1 января 2011    | 3     | 5:00  | Лас-Вегас, Невада, США         | |
| Победа    | 13-5   | Маркус Дэвис      | Техническое удушение (гильотина)                        | UFC 118                                                | 28 августа 2010  | 3     | 4:02  | Бостон, Массачусетс, США       | Лучший бой вечера.                                                                                      |
| Победа    | 12-5   | Рори Маркхэм      | Технический нокаут (удары)                              | UFC 111                                                | 27 марта 2010    | 1     | 2:47  | Ньюарк, Нью-Джерси, США        | Дебют в полусреднем весе. Маркхам не уложился в вес (80,3 кг).                                          |
| Поражение | 11-5   | Грэй Мэйнард      | Раздельное решение                                      | UFC Fight Night: Maynard vs. Diaz                      | 11 января 2010   | 3     | 5:00  | Фэрфакс, Виргиния, США         | |
| Победа    | 11-4   | Мелвин Гиллард    | Удушающий приём (гильотина)                             | UFC Fight Night: Diaz vs. Guillard                     | 16 сентября 2009 | 2     | 2:13  | Оклахома-Сити, Оклахома, США   | Удушающий приём вечера.                                                                                 |
| Поражение | 10-4   | Джо Стивенсон     | Единогласное решение                                    | The Ultimate Fighter 9 Finale                          | 20 июня 2009     | 3     | 5:00  | Лас-Вегас, Невада, США         | Лучший бой вечера.                                                                                      |
| Поражение | 10-3   | Клей Гвида        | Раздельное решение                                      | UFC 94                                                 | 31 января 2009   | 3     | 5:00  | Лас-Вегас, Невада, США         | Лучший бой вечера.                                                                                      |
| Победа    | 10-2   | Джош Нир          | Раздельное решение                                      | UFC Fight Night: Diaz vs Neer                          | 17 сентября 2008 | 3     | 5:00  | Омаха, Небраска, США           | Лучший бой вечера.                                                                                      |
| Победа    | 9-2    | Курт Пеллегрино   | Удушающий приём (треугольник)                           | UFC Fight Night: Florian vs Lauzon                     | 2 апреля 2008    | 2     | 3:06  | Брумфилд, Колорадо, США        | Удушающий приём вечера.                                                                                 |
| Победа    | 8-2    | Элвин Робинсон    | Удушающий приём (треугольник)                           | UFC Fight Night: Swick vs Burkman                      | 23 января 2008   | 1     | 3:39  | Лас-Вегас, Невада, США         | Удушающий приём вечера.                                                                                 |
| Победа    | 7-2    | Джуниор Ассунсао  | Удушающий приём (гильотина)                             | UFC Fight Night: Thomas vs Florian                     | 19 сентября 2007 | 1     | 4:10  | Лас-Вегас, Невада, США         | |
| Победа    | 6-2    | Манвел Гамбурян   | Сдача (травма плеча)                                    | The Ultimate Fighter 5 Finale                          | 23 июня 2007     | 2     | 0:20  | Лас-Вегас, Невада, США         | Стал победителем The Ultimate Fighter 5. Во 2 раунде, во время прохода в ноги, Гамбурян вывихнул плечо. |
| Поражение | 5-2    | Эрмис Франса      | Болевой приём (рычаг локтя)                             | WEC 24                                                 | 12 октября 2006  | 2     | 2:46  | Лемор, Калифорния, США         | Бой за титул чемпиона WEC в лёгком весе.                                                                |
| Победа    | 5-1    | Деннис Дэвис      | Болевой приём (американа)                               | Warrior Cup                                            | 12 августа 2006  | 1     | 2:00  | Стоктон, Калифорния, США       | |
| Победа    | 4-1    | Джо Херли         | Удушающий приём (треугольник)                           | WEC 21                                                 | 15 июня 2006     | 2     | 2:03  | Хайленд, Калифорния, США       | |
| Победа    | 3-1    | Гилберт Раэль     | Технический нокаут (удары)                              | WEC 20                                                 | 5 мая 2006       | 1     | 3:35  | Лемор, Калифорния, США         | |
| Победа    | 2-1    | Тони Хуарес       | Технический нокаут (удары)                              | Strikeforce: Shamrock vs. Gracie                       | 10 марта 2006    | 1     | 3:23  | Сан-Хосе, Калифорния, США      | |
| Поражение | 1-1    | Коджи Оиши        | Единогласное решение                                    | Pancrase: 2005 Neo-Blood Tournament Finals             | 27 августа 2005  | 3     | 5:00  | Токио, Япония                  | |
| Победа    | 1-0    | Алекс Гарсия      | Удушающий приём (треугольник)                           | WEC 12                                                 | 21 октября 2004  | 3     | 2:17  | Лемор, Калифорния, США         | |